# ミル・スプリングスの戦い
ミル・スプリングスの戦い（ミル・スプリングスのたたかい、英:Battle of Mill SpringsまたはBattle of Fishing Creek（南軍の呼称）、Battle of Logan's Cross Roads（北軍の呼称））は、南北戦争初期の1862年1月19日、ケンタッキー州ウェイン郡およびプラスキ郡で行われた戦闘である。この戦いでケンタッキー州東部における南軍の初期攻撃作戦を終わらせた。南北戦争の多くの戦闘中では比較的小さなものではあるが、ケンタッキー州の中で行われたものとしては2番目の大きさだった（1番目のペリービルの戦いは遥かに流血の多いものだった）。北軍にとっては最初の意義ある勝利となり、大衆の新聞で大いに祝されたが、これに続くユリシーズ・グラントによるヘンリー砦とドネルソン砦での勝利よって影が薄れた。

## 背景
1861年、重要な境界州であるケンタッキー州は合衆国を守る戦いにおいて中立を宣言した。この中立は、南軍のレオニダス・ポーク少将からの命令で行動したギデオン・J・ピロー准将がケンタッキー州コロンバスを占領し、2日後に北軍のユリシーズ・グラント准将がパデューカを占領した時に、先ず侵犯された。これ以降、両軍ともにケンタッキー州の中立を尊重することが無くなり、南軍の利点が失われた。緩衝地帯としてのケンタッキー州はテネシー州の防衛に資することがもはやできなくなった。
1862年初めまでに、南軍は一人の将軍アルバート・ジョンストンがアーカンソー州からカンバーランド渓谷までの全軍を指揮した。しかしその軍隊は広い防衛線を布いたので厚みのないものになった。左翼はコロンバスにいるポークの12,000名だった。中央はロイド・ティルマン准将が指揮する2つの砦であり、この勢力は4,000名だった。ヘンリー砦とドネルソン砦はそれぞれ重要なテネシー川とカンバーランド川を守る唯一の陣地だった。右翼はサイモン・ボリバー・バックナー准将がケンタッキー州ボウリング・グリーンで4,000名を率いた。また東テネシー軍事地区にはジョージ・B・クリッテンデン少将の約4,000名がおり、北部寄りの東テネシーに入るための関門であるカンバーランド渓谷を守る責任があった。
クリッテンデンの第1旅団はフェリックス・ゾリコッファー准将が指揮し、その任務はカンバーランド渓谷を守ることだった。ゾリコッファーは渓谷が十分に防御を施されていると判断し、1861年11月に西のケンタッキー州に入り、ボウリング・グリーンにいる南軍部隊に近付いてサマセット周辺の地域の支配を強化した。カンバーランド川のミル・スプリングス南岸は崖になっており強い防御陣地となったが、北岸は低く平らだった。ゾリコッファーはそれまで軍隊経験が無く変化に富んだ政治家だったが、近くにいる北軍に接近する北岸に部隊の大半を動かすことを選び、そこがより防御しやすいと思い込んでいた。クリッテンデンもアルバート・ジョンストンもゾリコッファーに南岸へ移るよう命令したが、彼は従わなかった。歩いては渉れない川を素早く渡すだけの船を持っておらず、自隊がその途中で敵に襲われることを恐れていた。
北軍のジョージ・ヘンリー・トーマス准将は南軍をカンバーランド川の向こうに追い出し、クリッテンデン軍を破れという命令を受けた。トーマスはレバノンを発ち、雨に浸かっている郡部をゆっくりと行軍し、1月17日にローガンの交差点に着いた。そこでサマセットからアルビン・F・シェフ准将の部隊が合流するのを待った。クリッテンデンは1月初めまでノックスビルの作戦本部に留まっており、ミル・スプリングスに到着して、その経験不足の部下が危険な状況にあることを理解した。クリッテンデンは北軍が対抗する勢力を結集できる前に攻撃する作戦を立てた。北軍の1部隊、トーマスの3個旅団はローガンの交差点にいた。シェフの1個旅団はサマセットにいて、雨で膨れ上がったフィッシング・クリークによって隔てられ、迅速に合流することを妨げる十分な障壁になっていると見られた。クリッテンデンはゾリコッファーに1月19日の夜明けにローガンの交差点にある北軍宿営地を攻撃するよう命令した。

## 戦闘
南軍の夜通しの行軍は雨とぬかるみに妨げられ、ローガンの交差点に到着した時の部隊は冷えており惨めな状態だった。兵士の多くは旧式の火打ち石式マスケット銃を携行しており、濡れたために使い物にならなかった。行軍の鈍さのために急襲の効果も損なわれた。それでも部隊は勇気ある攻撃を開始し、ゾリコッファーによる正面攻撃で最初は幾らかの成功を収めた。第15ミシシッピ歩兵連隊と第20テネシー連隊が、スピード・S・フライ大佐の第4ケンタッキー歩兵連隊、第2ミネソタ連隊および第10インディアナ連隊と騎兵隊の幾らかを後退させた。
暗い森と硝煙で曇って視界が悪く混乱が支配した。ゾリコッファーは白い上着を着ていたので兵士の前に出ると目に留まりやすく、誤って自部隊に発砲している南軍と信じて第4ケンタッキー連隊に近付いてしまった。ゾリコッファーは銃で撃たれて戦死したが、フライ大佐が撃ったとされている。南軍はその指揮官が突然戦死し、フライの連隊からの激しい発砲もあったので、瞬く間に混乱して前線中央が後退を強いられた。クリッテンデンは兵士を呼び集め、ゾリコッファーが居なくなった旅団とウィリアム・H・キャロル准将の旅団に全軍前進を命じた。
この時点で、トーマスが戦場に到着し、第9オハイオ連隊に前進を命じ、一方第2ミネソタ連隊は前線から激しい発砲を続けた。トーマスの第3旅団を率いていたロバート・L・マクック大佐は、前線が非常に接近していたので、「敵と第2ミネソタ連隊は同じ壁の表と裏で銃を突き合わせていた」と記した。第9オハイオ連隊が南軍の左翼に回りこみ、戦闘の行方は決した。南軍兵は算を乱した壊走となりミル・スプリングス方向に後退し、クリッテンデンは戦闘中酔っ払っていたという噂もあるが、兵士を止めることができなかった。南軍兵は狂ったようにカンバーランド川の南岸に渉り、12門の大砲、150両の荷車、1,000頭以上の馬とロバ、および戦死したあるいは負傷した僚兵を放棄した。この撤退はナッシュビルの真東約50マイル　(80 km)にあるテネシー州チェストナット・マウンド（マーフリーズバラの近く）に到着するまで続いた。

## 戦いの後
損失は比較的軽かった。北軍は戦死39名と負傷207名、南軍は戦死125名と負傷または不明が404名だった。クリッテンデンの軍歴も損失になった。飲酒と反逆で告発され、その部隊は解体されて、ボウリング・グリーンにいたバックナーの下の軍団指揮官に部署替えされた。2ヶ月のうちに指揮官を解任され、その後の飲酒談のために逮捕された。
ミル・スプリングスの戦いは、ミドルクリークの戦いと共に、ケンタッキー州に張った南軍の主要防衛線を破られることになった。ケンタッキー州での南軍の運命はその年の夏まで再び上昇することが無く、その時にブラクストン・ブラッグ将軍とエドマンド・カービー・スミス少将がペリービルの戦いを頂点とする南軍ハートランド攻撃を始めた。ミル・スプリングスは1862年1月の2つの北軍勝利よりも大きなものだった。これらの勝利によって北軍は2月に戦線をテネシー州中部に移した。

## 今日の戦場跡
ミル・スプリングス戦場跡はケンタッキー州ナンシーから遠くないプラスキ郡にある。戦闘の名前が付けられたミル・スプリングスの古い町は実際にカンバーランド湖からそこそこの距離にある。戦場跡の一部は郡の公園として保存されている（死んだ将軍の栄誉を称えゾリコッファー公園となづけられている）。ミル・スプリングス戦場跡協会は今もほとんど田園の景観を保っている所の開発権の取得すなわち無条件購入によって戦場の一部を保存している。ゾリコッファー公園には共同墓地となっている南軍墓地がある。ナンシーにはこれに相当するミル・スプリングス国立墓地があり、北軍の死者が葬られている。
戦場跡は約105エーカー (40 ha)あり、アメリカ合衆国内務長官によって重要戦場跡25傑の一つに指定され歴史的建造物と考えられている。ゾリー・ツリーはフェリックス・ゾリコッファーが倒れたとされる場所にある木であり、雷に打たれてもはや存在しないが、切り株のみ残されている。
2006年11月4日、ミル・スプリングス戦場跡観光センターおよび博物館が公に除幕された。毎年戦場跡では幾つかの記念行事が開かれている。ろうそく行進、生きている歴史の実演、および時に応じた南北戦争の再現である。